# Prabumulih
Prabumulih est une ville du Sumatra du Sud, en Indonésie. Elle couvre une superficie de 421,62 km² pour une population de 161 814 habitants en 2010.

## Divisions
La ville est divisée en six districts (kecamatan) :
- Cambai
- Prabumulih Barat (Prabumulih ouest)
- Prabumulih Timur (Prabumulih est)
- Prabumulih Utara (Prabumulih nord)
- Prabumulih Selatan (Prabumulih sud)
- Rambang Kapak Tengah